# تئودمیر
تئودمیر (درگذشتهٔ ۴۷۴ میلادی) پادشاه اوستروگوت‌ها از دودمان آمال‌ها و پدر تئودوریک کبیر بود. او دو «برادر» به‌نام‌های والامیر و ویدمیر داشت که در اصل برادران همسرش ایریلویوا بودند. تئودمیر پس از مرگ فرمانروای پیش از خود ویدمیر، سه امپراتوری گوتی پانونیا را به زیر فرمان خود درآورد و به‌طور مشترک با برادرانش، والامیر و ویدمیر بر آنها حکومت نمود.
تئودمیر مذهب آریانی داشت اما همسرش ایریلُویوا کاتولیک بود. آن‌دو صاحب دو فرزند بودند، پسری به‌نام تئودوریک (۴۵۴-۵۲۶) و دختری به‌نام آمالافریدا. تئودمیر در سال ۴۷۵ درگذشت و پس از او پسرش به پادشاهی رسید.